# Czerna Wielka

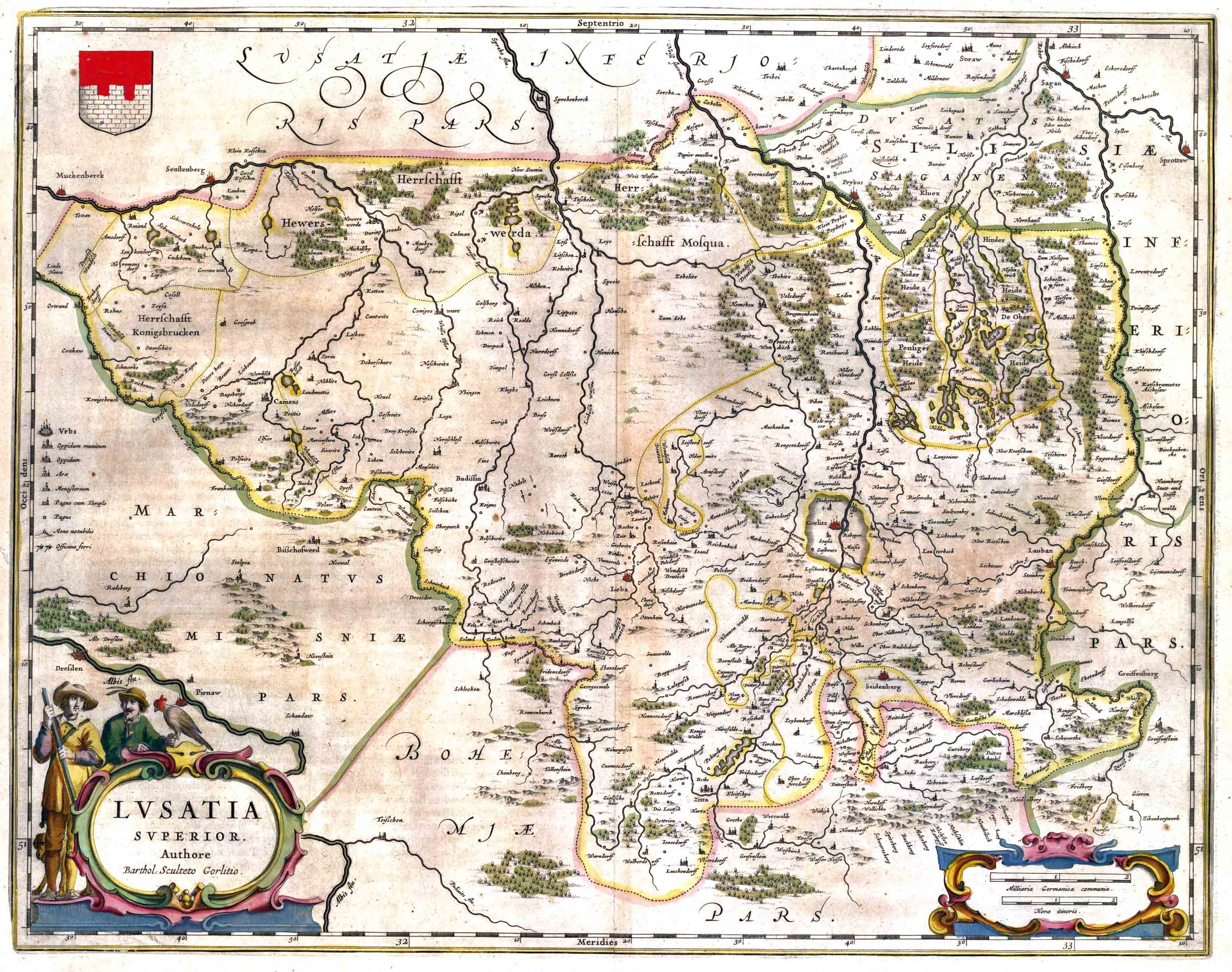
Mapa Górnych Łużyc z 1635 roku z Czerną Wielką (Große Tschirne)

Czerna Wielka (przed 1945 niem. Große Tschirne, Großer Hammerbach; Czyrna) – rzeka w południowo-zachodniej Polsce, lewy dopływ Bobru o długości 71,9 km i powierzchni dorzecza 949 km². Płynie niemal równolegle do Kwisy w odległości ok. 3–10 km na zachód od niej.
Rzeka wypływa ze źródeł w Pogórzu Izerskim, na północ od wsi Henryków Lubański. Płynie przez Bory Dolnośląskie zasilana przez swoje główne dopływy Ziębinę i Czerną Małą (lewe). Na odcinku długości ok. 20 km – od ujścia Czernej Małej w Iłowej aż do ujścia do Bobru w Żaganiu (przedwojenna nazwa części Żagania u ujścia Czernej do Bobru to Lüttröthe) – rzeka nosi nazwę Czerna.
Ważniejsze miejscowości nad Czerną Wielką: Parowa, Iłowa, Czerna, Żaganiec, Żagań.
W nieistniejącej już wsi Nowoszów istniał zamek zwany Nowym Dworem lub Nowym Domem wybudowany na lewym brzegu rzeki około roku 1366 przez księcia świdnicko-jaworskiego i margrabiego Dolnych Łużyc Bolka II Małego. Pomiędzy rokiem 1368 a 1369 warownia i jej umocnienia zostały zniszczone na polecenie mieszczan zgorzeleckich przez wojska Związku Sześciu Miast w ramach walki z rycerzami-rabusiami (niem. Raubrittern). Widoczne jeszcze w ubiegłym stuleciu ślady po twierdzy Bolka Małego nie zachowały się do czasów współczesnych.
Brzegi rzeki stanowiły miejsce osiedlania się ludności na słabo zaludnionym terenie Borów Dolnośląskich. Od czasów średniowiecza rzeka była źródłem napędu – za pośrednictwem kół wodnych – licznie istniejących kuźnic i hamerni, powstałych w okolicy bogatej w pokłady rudy darniowej oraz drewna, a także młynów wodnych czy krosien tkackich z napędem wodnym. Zasilała również w wodę istniejące do dziś w województwie dolnośląskim stawy hodowlane, m.in.:
| Nazwa         | Powierzchnia w ha | Objętość w mln m³ | Współrz. geogr.       |
| ------------- | ----------------- | ----------------- | --------------------- |
| Urocze Dolny  | 21,5              | 0,323             | 51°19’35”N 15°16’15”E |
| Urocze Górny  | 19,8              | 0,297             | 51°19’19”N 15°16’14”E |
| Urocze Średni | 23,6              | 0,354             | 51°19’07”N 15°16’18”E |

Rzeka na odcinku od Poświętnego (Heiligensee) do Dolanowa (Zehrbeutel – obecnie północna część Iłowej) stanowiła granicę pomiędzy Łużycami a śląskim księstwem żagańskim.
Nad rzeką (jako nad jedną z niewielu rzek w kraju) poprowadzą dwie autostrady: A4 i A18.